# La Profession de Madame Warren (film)
Pour plus de détails, voir Fiche technique et Distribution.
La Profession de Madame Warren (titre original : Frau Warrens Gewerbe) est un film germano-suisse réalisé par Ákos von Ráthonyi, sorti en 1960.
Il s'agit de l'adaptation de la pièce de George Bernard Shaw.

## Synopsis
L'histoire se déroule dans les cercles sociaux supérieurs de l'Angleterre à la fin du XIXe siècle. L'entreprise de Mme Warren est la plus ancienne au monde et elle en a tiré une fortune considérable. Ses "hôtels", considérés par beaucoup comme moralement douteux, pour ne pas dire peu recommandables, sont devenus des lieux de rencontre entre des dames légères et des messieurs importants dans les affaires, la politique et la vie publique, mais lourds à tous égards. Aujourd'hui, la femme riche, qui travaillait autrefois comme prostituées dans les bidonvilles de Londres et entretenait une relation extrêmement difficile avec sa mère (qui, comme nous l'apprenons par des flashbacks, la battait), a acheté une magnifique propriété de campagne. Après une longue période de séparation, Mme Warren, accompagnée de son partenaire commercial Sir George Crofts, souhaite désormais revoir sa fille Vivie. La jeune femme, qui a fait ses études dans les meilleurs internats grâce aux revenus de Mme Warren, travaille comme décoratrice d'intérieur et est censée meubler la nouvelle acquisition. À ses côtés se trouve le vénérable architecte Pread.
Pendant longtemps, il y eut un silence entre Mme Warren et sa fille, car elles n'étaient pas d'accord sur beaucoup de choses. Alors Mme Warren refuse obstinément de dire à la bonne Vivie qui est son père. Dès que les deux se revoient, une dispute éclate dès la première nuit. Lorsque Vivie apprend, après une conversation avec M. Crofts, le partenaire de sa mère, comment sa mère a bâti sa richesse, elle est profondément choquée. Désormais, le lien entre les deux semble s'être finalement rompu, d'autant plus que le père de son véritable amour, Frank Gardner, s'oppose à ce que son fils épouse Vivie à cause des affaires de Mme Warren. Gardner semble être un idiot qui ne sait pas exactement ce qu'il veut, car il essaie une fois d'embrasser passionnément Mme Warren. Mme Warren, à son tour, est en colère contre son partenaire Crofts, parce qu'il a parlé à Vivie de son gagne-pain, et l'a expulsé de sa maison. Finalement, un scandale éclate entre la mère et la fille. Dégoûtée, Vivie quitte définitivement l'environnement de sa mère.

## Fiche technique
- Titre : La Profession de Madame Warren
- Titre original allemand : Frau Warrens Gewerbe
- Réalisation : Ákos von Ráthonyi assisté de Helmut Hartmann
- Scénario : Eberhard Keindorff, Johanna Sibelius (adaptation d'Anatole de Grunwald)
- Musique : Siegfried Franz (de)
- Direction artistique : Herbert Kirchhoff, Albrecht Becker
- Costumes : Gudrun Hildebrandt, Paul Seltenhammer
- Photographie : Albert Benitz
- Son : Werner Schlagge
- Montage : Alice Ludwig (de)
- Production : Walter Koppel (de)
- Société de production : Cinecustodia, Real-Film (de)
- Société de distribution : Europa-Filmverleih AG
- Pays d'origine :  Allemagne de l'Ouest,  Suisse
- Langue : allemand
- Format : Noir et blanc - 1,66:1 - mono - 35 mm
- Genre : Drame
- Durée : 103 minutes
- Dates de sortie :
  -  Allemagne de l'Ouest : 12 janvier 1960.
  -  Autriche : 29 janvier 1960.
  -  Allemagne de l'Est : 17 juin 1960.
  -  Argentine : 22 février 1961.
  -  Hongrie : 23 mars 1961.
  -  Danemark : 8 juin 1961.
  -  Finlande : 28 juillet 1961.
  -  France : 23 août 1961[1].

## Distribution
- Lilli Palmer : Kitty Warren
- O. E. Hasse : Sir George Crofts
- Johanna Matz : Vivie, la fille de Mme Warren
- Helmuth Lohner : Frank Gardner
- Rudolf Vogel : Samuel Gardner, son père
- Ernst Fritz Fürbringer : Mr. Praed
- Elisabeth Flickenschildt : la mère de Kitty Warren
- Erni Mangold : Liz
- Marlene Riphahn : Lulu
- Christiane Nielsen : Manon
- Ann Savo (fi) : Mary
- Manfred Steffen (de) : le client de Mme Warren
- Helga Feddersen : la sœur de Mme Warren
- Rudolf Möller (de) : Butler

## Production
Le film est tourné en octobre et novembre 1959 dans le studio de Hambourg et présenté le 12 janvier 1960 à Hanovre.

## Source de traduction
- (de) Cet article est partiellement ou en totalité issu de l’article de Wikipédia en allemand intitulé « Frau Warrens Gewerbe » (voir la liste des auteurs).

1. 1 2  Fiche Encyclociné
2. ↑  (de) Klaus M. Schmidt, Ingrid Schmidt, Lexikon Literaturverfilmungen : Verzeichnis deutschsprachiger Filme 1945-2000, J.B. Metzler, 2016, 650 p. (ISBN 9783476027276, lire en ligne), p. 175